# Bajing
Bajing is een bestuurslaag in het regentschap Cilacap van de provincie Midden-Java, Indonesië. Bajing telt 6598 inwoners (volkstelling 2010).